# Качим верхушечный
Качим верхушечный, или качим пучковатый, или  гипсолюбка пучковатая (лат. Gypsophila fastigiata) — вид многолетних травянистых растений семейства Гвоздичные (Caryophyllaceae).

## Ботаническое описание
Многолетнее травянистое растение высотой 10–50(–60) см. Стебли в нижней части восходящие и голые, выше — прямые, ветвистые, в соцветиях железисто-опушённые.
Листья линейные, реже ланцетовидные, узкие — 2–8 см длиной и 1–2(3) мм шириной, плоские, с одной жилкой.
Цветки собраны на окончаниях стеблей и ветвей в плотные щитковидные соцветия. Цветоножки 1–2(4) мм длиной. Прицветники плёнчатые. Чашечка колокольчатая 1,5–2,5 мм длиной, до половины надрезанная на тупоконечные зубцы. Лепестки беловатые или розоватые, в 1,5 раза длиннее чашечки. Завязи с 20–24 семяпочками.
Хромосомное число 2n = 34.

## Распространение и экология
Природный ареал охватывает Прибалтику, Скандинавию и Среднюю Европу. В России встречается на Европейской части. Вид включен в ботанический атлас растений Ленинградской области.
Растения предпочитают песчаные почвы, сосновые леса.

## Классификация

### Таксономия
Gypsophila fastigiata L., 1753, Sp. Pl. : 407
Вид Качим верхушечный относится к роду Качим (Gypsophila) семейства Гвоздичные (Caryophyllaceae) порядка Гвоздичноцветные (Caryophyllales). Кладограмма в соответствии с Системой APG IV по состоянию на декабрь 2023 года:
|  |                                      |  |                                   |                                   |                      |  | ещё 40 семейств | ещё 40 семейств |                   |  |                        |  | еще 151 подтвержденный вид и 40 видов, ожидающих подтверждения | еще 151 подтвержденный вид и 40 видов, ожидающих подтверждения |  |
|  |                                      |  |                                   |                                   |                      |  | ещё 40 семейств | ещё 40 семейств |                   |  |                        |  | еще 151 подтвержденный вид и 40 видов, ожидающих подтверждения | еще 151 подтвержденный вид и 40 видов, ожидающих подтверждения |  |
|  |                                      |  |                                   | порядок Гвоздичноцветные          |                      |  |                 |                 | род Качим         |  |                        |  |                                                                |                                                                |  |
|  |                                      |  |                                   | порядок Гвоздичноцветные          |                      |  |                 |                 | род Качим         |  | 1 внутривидовой таксон |  |                                                                |                                                                |  |
|  | отдел Цветковые, или Покрытосеменные |  |                                   |                                   | семейство Гвоздичные |  |                 |                 | Качим верхушечный |  |                        |  |                                                                |                                                                |  |
|  | отдел Цветковые, или Покрытосеменные |  |                                   |                                   |                      |  |                 |                 |                   |  |                        |  |                                                                |                                                                |  |
|  |                                      |  | ещё 63 порядка цветковых растений | ещё 63 порядка цветковых растений |                      |  |                 | еще 97 родов    | еще 97 родов      |  |                        |  |                                                                |                                                                |  |
|  |                                      |  |                                   | ещё 63 порядка цветковых растений |                      |  |                 |                 | еще 97 родов      |  |                        |  |                                                                |                                                                |  |

### Синонимы
- Gypsophila arenaria Waldst. & Kit.
- Gypsophila arenaria var. hypotricha Borbás
- Gypsophila belorossica Barkoudah
- Gypsophila corymbosa Raf.
- Gypsophila dichotoma Besser
- Gypsophila fastigiata subsp. belorossica (Barkoudah) Tzvelev
- Gypsophila fastigiata var. arenaria (Waldst. & Kit.) Fr.
- Gypsophila pulposa Gilib.